# Stanisław M. Stanuch
Stanisław Marcin Stanuch (ur. 23 września 1962 w Krakowie) – polski dziennikarz i publicysta, syn Stanisława Stanucha, pisarza, dziennikarza i felietonisty Dziennika Polskiego i Gazety Krakowskiej.
Absolwent religioznawstwa na Uniwersytecie Jagiellońskim.

## Zajmowane stanowiska
- 1992–2002 - dziennikarz "Gazety Wyborczej" (redakcja lokalna w Krakowie, dział nauki, dział ekonomiczny)
- 2002–2005 - redaktor naczelny miesięcznika "IT Reseller" (wydawnictwo Migut Media)
- 2005–2006 - dyrektor serwisu "Nowe technologie" w portalu Interia.pl
- 2006–2007 - dziennikarz niezależny (m.in. serwisy internetowe Dziennikarz.pl i Wiadomosci24.pl)
- 2007–2007 - dyrektor sektora Magazyny i Poradniki odpowiedzialny za serwisy Kobieta, Facet, Turystyka i Edukacja w portalu Interia.pl
- 2007 -  dyrektor sektora Komunikacja i Społeczności odpowiedzialny za serwisy społecznościowe Znajomi, Czateria, Deccoria, Smaker oraz komunikacyjne Poczta, Strefa w portalu Interia.pl

## Współpraca
- "Puls Biznesu"
- "Press"[1]
- "Tygodnik Powszechny"

## Nagrody i wyróżnienia
- nagroda Info Star w 2000 r.[2][3]

## Funkcje społeczne
- członek kapituły konkursu Info Star
- prezes zarządu stowarzyszenia Linux Profesjonalny[4]
- członek zarządu Krakowskiego Klubu Biegacza Dystans[5]